# 茨卡尔图博萨姆古拉利足球俱乐部
茨卡尔图博萨姆古拉利足球俱乐部，是格鲁吉亚茨卡爾圖博的足球俱乐部，成立于1945年。现时参加格鲁吉亚顶级足球联赛格鲁吉亚足球超级联赛的赛事。
该俱乐部曾三次获得格魯吉亞盃的亚军。

## 外部连接
- 官方网站  （格鲁吉亚文）
- On Soccerway （页面存档备份，存于）
- Samgurali Results （页面存档备份，存于）